# Ailele Hun (Stadtteil)
Aillele Hun (auch Ailelehun, tetum für „Kapokbaum“) ist ein Stadtteil der osttimoresischen Landeshauptstadt Dili. Im Suco Santa Cruz (Verwaltungsamt Nain Feto) gehört der Ostteil des Stadtteils und Aldeia Audian zu Ailele Hun, südlich davon befindet sich die Aldeia Ailele Hun, die zum Suco Bemori (Verwaltungsamt Vera Cruz) gehört. Nach Norden reicht Ailele Hun bis in den Suco Acadiru Hun (Verwaltungsamt Nain Feto) und überschneidet sich mit den Stadtteilen Culuhun de Baixo und Belebato. Die Rua de Aillele Hun (ehemals Rua Humberto da Cruz) verläuft durch die Mitte der Aldeia Nu'u Badac (Suco Acadiru Hun), von West nach Ost.
Weitere wichtige Straßen, die durch Ailele Hun führen, sind die Avenida da Liberdade de Imprensa, die Avenida 20 de Maio, die Rua de Bé-Mori und die Rua de Audian.